# ステルネボリ (小惑星)
ステルネボリ (5173 Stjerneborg) は小惑星帯に位置する小惑星。デンマークの天文学者ポール・イェンセンがブロルフェルド天文台 (Brorfelde Observatory) で発見した。
ステルネボリはデンマーク語で「星の城」を意味し、デンマークの貴族で天文学者のティコ・ブラーエがヴェン島に建てた天文台に因んで命名された。